# Cowshill
Cowshill är en by i civil parish Stanhope, i kommunen Durham i grevskapet Durham i England. Byn är belägen 15 km 
från Stanhope. Orten har 156 invånare (2001).